# بول‌ماستیف
بول‌ماستیف (به انگلیسی: Bullmastiff)، نام یکی از نژادهای سگ است که خاستگاه آن به بریتانیا بازمی‌گردد. وزن جنس نر بول‌ماستیف ۱۱۰–۱۳۰ پوند (۵۰–۵۹ کیلوگرم) است و وزن جنس مادهٔ آن ۹۰–۱۲۰ پوند (۴۱–۵۴ کیلوگرم). قد جنس نر بول‌ماستیف ۲۵–۲۷ اینچ (۶۴–۶۹ سانتیمتر) است و قد جنس مادهٔ آن ۲۴–۲۶ اینچ (۶۱–۶۶ سانتیمتر).